# Braunsia ruficeps
Braunsia ruficeps är en stekelart som beskrevs av Joseph Kriechbaumer 1894. Braunsia ruficeps ingår i släktet Braunsia och familjen bracksteklar. Inga underarter finns listade.